# 47 Aglaja
47 Aglaja  (mednarodno ime je tudi 47 Aglaja, starogrško starogrško Αγλαΐα: Aglaía) je velik asteroid tipa C v glavnem asteroidnem pasu. 

## Odkritje
Asteroid je odkril Karl Theodor Robert Luther (1822 – 1900) 15. septembra 1857 . Ime je dobil po Aglaji, ki je bila ena izmed harit v grški mitologiji.

## Lastnosti
Asteroid Aglaja obkroži Sonce v 4,88 letih. Njegova tirnica ima izsrednost 0,135, nagnjena pa je za 4,985° proti ekliptiki. Njegov premer je 127,0 km, okrog svoje osi pa se zavrti v 13,20 urah .